# Orthoux-Sérignac-Quilhan
Orthoux-Sérignac-Quilhan è un comune francese di 403 abitanti situato nel dipartimento del Gard, nella regione dell'Occitania.

## Società

### Evoluzione demografica
Abitanti censiti